# Pseudoclanis senegalensis
Pseudoclanis senegalensis är en fjärilsart som beskrevs av Clark 1920. Pseudoclanis senegalensis ingår i släktet Pseudoclanis och familjen svärmare. Inga underarter finns listade i Catalogue of Life.